# Iver Hesselberg (1780-1844)
 For alternative betydninger, se Iver Hesselberg. (Se også artikler, som begynder med Iver Hesselberg)
Iver Hesselberg (født 16. december 1780 på Strømsø, død 19. august 1844 i Aker) var en norsk præst og forfatter.